# الحافلة الليلية

مُلصق القلم من مجلة الفيلم الإيراني

الحافلة الليلية (الفارسية: اتوبوس شب) هو فيلم إيراني صدر عام 2007 من إخراج كيومرث بورأحمد [الإنجليزية]. الفلم، الذي صُور بالأبيض والأسود، يروي قصة رحلة استغرقت أربعًا وعشرين ساعة قام بها جنديان إيرانيان شابان (عيسى وعماد) وسائق مدني (عمو رحيم) ينقلون ثمانية وثلاثين أسير حرب عراقيًّا، أُخذوا من خلف الخطوط العراقية، إلى حامية داخل إيران. ومن التفاصيل يتبين أن الحرب بين إيران والعراق دخلت عامها الثالث. يصور الفيلم ببراعة مدى اللاإنسانية التي تتسم بها أعمال الحرب من الطرفين بين الدول من خلال إظهار الإنسانية المشتركة بين المقاتلين على الجانبين. بعض مشاهد الحامية المذكورة أعلاه تذكرنا بمشاهد الفيلم البريطاني ذا هيل [الإنجليزية] الذي أُنتج عام 1965.
في الفيلم، تتحدث الشخصيات الإيرانية اللغة الفارسية فيما بينها، مع مجموعة متنوعة من اللهجات الإقليمية — مما يؤكد على الطابع الوطني للمجهود الحربي، ولكن يتحدثون في بعض المشاهد باللغة العربية المكسورة، التي يمكن للشخص الناطق بالفارسية أن يفهمها، عند مخاطبة السجناء العراقيين. الحوارات العربية في الفلم، التي يجريها السجناء، مصحوبة بترجمة باللغة الفارسية.

## روابط خارجية
- إليزابيث كير، الحافلة الليلية ، هوليوود ريبورتر، 8 أكتوبر 2007،  .
- إليزابيث كير، حافلة الليل ، مهرجان جيمسون دبلن السينمائي الدولي، 15-24 فبراير 2008،  .
- المهرجان السنوي الثامن عشر للأفلام الإيرانية ، 6 أكتوبر — 5 نوفمبر 2007، مركز جين سيسكل السينمائي، دار السينما الأولى في شيكاغو،  .
- تقرير مصور عن حافلة الليل ، آفتاب، الجمعة 9 فبراير 2007، (1) ، (2) .
- السفر مع بور أحمد في "حافلة الليل" ، باللغة الفارسية، تبيان، الأحد 2 ديسمبر 2007، أعيد طبعه من روزنامه إيران (جريدة إيران)،  .
- حافلة الليل ، فيلم دولي، مجلة الفيلم الإيراني الفصلية، 2007،  .
- حافلة الليل (أتوبس شاب) ، مهرجان فلاندرز السينمائي الدولي الخامس والثلاثون، غنت ، 7-18 أكتوبر 2008،  .